# عمرو عبد المنعم
لواء أركان حرب عمرو عبد المنعم إبراهيم حسن هو قائد عسكري مصري شغل عدة مناصب كان آخرها منصب الأمين العام لمجلس الوزراء المصري. تدرج في المناصب العسكرية فشغل سابقاً منصب مساعد ملحق بدولة الكونغو الديمقراطية لمدة عامين، ورئيس مكتب مشتريات واشنطن لمدة ثلاث سنوات بالولايات المتحدة الأمريكية، ومدير إدارة الأسلحة والذخيرة، ومساعد رئيس أركان حرب القوات المسلحة. صدر قرار تعيينه أميناً عاماً لمجلس الوزراء في أغسطس 2013 في عهد وزارة حازم الببلاوي، وأصدر الرئيس عبد الفتاح السيسي قراراً بمد خدمته بدرجة نائب وزير لمدة عام اعتبارا من 1 يونيو 2015.